# 东山柳州祠
东山柳州祠，又名忠节大夫祠，是位于中国福建省宁德市蕉城区洋中镇东山村村内的一个清代古建筑，2018年9月入选第九批福建省文物保护单位。
东山柳州祠始建于南宋，清朝康熙二十年（1681年）重建，乾隆三十六年（1771年）重修，光绪十三年（1887年）建戏台。坐东朝西，占地面积788平方米，由门楼、前天井及两侧廊庑、下厅、后天井、上厅和祠右侧的戏台等组成。下厅硬山顶，穿斗式木构架，面阔五门，进深七间，两侧几字形封火山墙。该祠是2006年2月公布的第五批蕉城区文物保护单位。